# Monique Nevers
Pour les articles homonymes, voir Nevers (homonymie).
Monique Nevers est une actrice française.
Active dans le doublage, elle est notamment la voix française régulière de Teryl Rothery et l'une des voix de Beth Broderick. Elle est aussi la voix du personnage Krilin, dans le remaster de la série d'animation Dragon Ball Z, en Dragon Ball Z Kai et dans sa suite Dragon Ball Super.

## Théâtre
- 1969 : Horace de Pierre Corneille, mise en scène de Serge Bouillon, théâtre du Vieux-Colombier, avec André Thorent
- 1969 : Noces de Sang de Garcia Lorca, mise en scène de Serge Bouillon, théâtre de l'Athénée, avec Renée Faure
- 1972 : Huit Femmes de Robert Thomas, mise en scène Jean Le Poulain, théâtre de la Madeleine
- 1980 : Deburau de Sacha Guitry, mise en scène Jacques Rosny, théâtre Édouard VII

## Filmographie

### Cinéma
- 2007 : Si c'était lui... d'Anne-Marie Etienne : la bénévole

### Télévision
- 1972 : Le Père Goriot, réalisé par Guy Jorré : Delphine de Nucingen.
- 1974 : Les Brigades du Tigre, épisode Nez de chien de Victor Vicas : la voyageuse
- 1975 : La Fleur des pois, réalisé par Raymond Rouleau : Mlle Schwob, la secrétaire
- 1977 : Aurore et Victorien, mini-série réalisée par Jean-Paul Carrère
- 1980 : Le Fourbe de Séville, réalisé par Édouard Logereau : Isabelle
- 1982 : Deburau, réalisé par Jean Prat : la dame
- 1985 : Rancune tenace, réalisé par Emmanuel Fonlladosa : France
- 1989 : Fleur de cactus, réalisé par Yves-André Hubert : Mme Durand-Bénéchol
- 2008 : Plus belle la vie, réalisé par Bénédicte Delmas, épisode : 3e Prime : la juge

## Doublage

### Cinéma

#### Films
Un jour ( 2011)
- Patricia Clarkson dans :
  - La Carte du cœur (1988) : Allison
  - Un jour (2011) : Alison
- Kate Burton dans :
  - Stay (2005) : Maureen Letham
  - Breaking (en) (2022) : Tami Stackhouse
- Amy Madigan dans :
  - The Last Full Measure (2019) : Donna Burr
  - Affamés (2021) : la principale Booth
- 1989 : The Banker : Sharon (Shanna Reed)
- 2005 : Un secret pour tous : Susan (Elisabeth Nunziato)
- 2008 : La Proposition de Noël : Cassidy (Shannon Sturges)
- 2009 : Esther : grand-mère Barbara (Rosemary Dunsmore)
- 2009 : Dead Man Running : la mère (Brenda Blethyn)
- 2009 : Julie et Julia : Avis De Voto (Deborah Rush)
- 2013 : Effets secondaires : la partenaire de Banks (Laila Robins)
- 2015 : Renaissances : Phyllis Jensen (Sandra Ellis Lafferty)
- 2016 : Un mec ordinaire : Joan (Mia Dillon)
- 2016 : Les Tribulations de Dean (en) : Karen (Florence Marcisak)
- 2021 : Le Manoir (en) : Trish (Jill Larson (en))

#### Films d'animation
- 2013 : Le Conte de la princesse Kaguya : Dame Sagami
- 2013 : Dragon Ball Z: Battle of Gods : Krilin
- 2015 : Dragon Ball Z : La Résurrection de ‘F’ : Krilin
- 2022 : Dragon Ball Super: Super Hero : Krilin[3]

### Télévision

#### Téléfilms
- Teryl Rothery dans (10 téléfilms) :
  - Mon enfant a disparu (2006) : Sharon Timmons
  - La Guerre des guirlandes (2010) : Mary Jones
  - L'Arbre à souhaits (2012) : Madelyn Guthrie
  - À la recherche de l'homme idéal (2014) : Dina
  - Comment rencontrer l'âme sœur en 10 leçons (2016) : Dr Susie
  - Arrêtez ce mariage ! (2016) : Suzie
  - Le roman de notre amour (2017) : Diana Kelly
  - Un Noël traditionnel (2017) : Marilyn Hays
  - Un duo magique pour Noël (2019) : Phyllis Selig
  - Noël dans mes montagnes (2019) : Susannah Blu

- Beth Broderick dans (6 téléfilms) :
  - La Liste de Noël (2014) : Michelle
  - D'amour et d'orchidée (2016) : Eileen Taft
  - Noël au pays des jouets (2017) : Pam Forrester
  - Un voisin qui vous veut du mal (2018) : Gladys
  - Un Noël d'amour et d'amitié (2019) : Sheila Seever
  - La soeur de la mariée (2019) : Eleanore

- Christiane Hörbiger dans (5 téléfilms) :
  - La Lumière des étoiles (2011) : Agnes Wieland
  - Dans le sillage du passé (2011) : Margarette Kämmerer
  - Dame de fer pour cœur de velours (2012) : Henriette Dietrichstein
  - L'Ancre des souvenirs (2012) : Maria Niemann
  - Portrait d'un meurtrier (2013) : Henriette Frey

- Karen Kruper dans :
  - Un fiancé qui tombe à pic (2016) : Lorraine
  - Un Noël paradisiaque (2016) : Marla
  - Le Voile magique de la mariée (2022) : Grace

- Janet-Laine Green dans :
  - Mon mariage avec moi (2007) : Liliane Darden
  - Dernier jour d'été (2015) : Lilian

- 1989 : Tendre mensonge : Phyllis (Suzie Plakson)
- 1991 : Meurtre au Sunset Hôtel : Bridget DeSoto (Sherilyn Fenn)
- 1999 : Shooting the Past : Marilyn Truman (Lindsay Duncan)
- 1999 : Une fille dangereuse : Angela Fischer (Barbara Mandrell)
- 2002 : Une famille déchirée : Corinne Mulvaney (Blythe Danner)
- 2002 : Apparitions : Inspecteur Karen Condrin (Mary Steenburgen)
- 2005 : Impossible n'est pas Noël : Laura Hall (Maureen Thomas)
- 2006 : Les Derniers jours de la Terre : Marianne (Suleka Mathew)
- 2007 : Vol noir : Betty (Michèle Duquet)
- 2007 : Maria Montessori : Une vie au service des enfants : Gemma Montesano (Lisa Gastoni)
- 2007 : Die Aufschneider : Frau Meissner (Eva Weissenborn)
- 2008 : Petits arrangements amoureux : Regina Sattler (Carola Regnier)
- 2010 : Quand l'amour ne suffit plus : L'Histoire de Lois Wilson : Mathilda Burnham (Rosemary Dunsmore)
- 2010 : Les demoiselles d'honneur s'en mêlent : Charlotte Willington (Ann Mckenzie)
- 2011 : Un mariage en cadeau : Hillary (Bobby Eakes)
- 2016 : Un héritage mortel : Ruth (Lee Garlington)
- 2016 : La Seconde Femme : Irene (Lisa Goodman)
- 2016 : Un Amour irrésistible : Cynthia Branford (Rebecca Staab)
- 2017 : L'Ombre de mes souvenirs : Maggie Barrow (Leigh Strimbeck)
- 2017 : La demoiselle grise (en) : Lola (Amy Madigan)
- 2018 : Animas : Karla Berger (Angela Molina)
- 2018 : Cauchemar sous mon toit : Dr Burns (Mona Lee Wylde)
- 2019 : Ensemble à Noël : Evelyn Mason (Jan Broberg)
- 2019 : Nous deux, c'était écrit : tante Anita Vaughn (Frances Flanagan)
- 2019 : Noël à la une : Rose Stark (Sheila McCarthy)
- 2020 : Amour, duel et pâtisserie : Mme Francis (Cheryl Soluk)
- 2022 : Vidéos truquées, ado en danger : Serena (Julia Sanford)

#### Séries télévisées
- Teryl Rothery dans (13 séries) :
  - Stargate SG-1 (1997-2006) : Dr Janet Fraiser (75 épisodes), Heimdall (saison 5, épisode 22 - uniquement)
  - Dead Like Me (2004) : Linda (saison 2)
  - Kyle XY (2006-2009) : Carol Bloom (11 épisodes)
  - The Guard : Police maritime (2008-2009) : Gwen (12 épisodes)
  - Facing Kate (2011) : Valerie (saison 1, épisode 6)
  - Arrow (2013 / 2018) : Jean Loring (7 épisodes)
  - Supernatural (2015) : Olivette (saison 10, épisode 16)
  - iZombie (2015) : Rita Sparrow (saison 1, épisode 7)
  - Les Voyageurs du temps (2016-2017) : Patricia Holden (6 épisodes)
  - When We Rise (2017) : la présidente NRC (mini-série)
  - Bates Motel (2017) : Caroline (saison 5, épisode 5)
  - Virgin River (depuis 2019) : Muriel (41 épisodes - en cours)
  - Nancy Drew (2019-2021) : Celia Hudson (10 épisodes)

- Amy Madigan dans :
  - Grey's Anatomy (2008-2009) : Dr Katharine Wyatt (9 épisodes)
  - Fringe (2010-2011) : Marilyn Dunham (saison 3)
  - Murder (2016) : Irene Crowley (saison 3, épisode 2)

- Roma Maffia dans :
  - Chicago Hope : La Vie à tout prix (1994-1995) : Angela Giandamenico (saison 1)
  - Urgences (2001) : Mme Prager (saison 8, épisodes 8 à 10)

- Lauren Hutton dans :
  - Central Park West (1995-1996) : Linda Fairchild Rush (21 épisodes)
  - Nip/Tuck (2007) : Fiona McNeil (saison 5, épisodes 1 et 2)

- Sherry Miller dans :
  - FX, effets spéciaux (1996-1997) : Colleen O'Malley (22 épisodes)
  - Queer as Folk (2000-2005) : Jennifer Taylor (32 épisodes)

- Beth Broderick dans :
  - Lost : Les Disparus (2005-2008) : Diane Janssen (5 épisodes)
  - Under the Dome (2013) : Rose Twitchell (saison 1)

- Bo Derek dans :
  - Fashion House (2006) : Maria Gianni (40 épisodes)
  - Chuck (2012) : Bo Derek (saison 5, épisode 10)

- 1989-2003 : Amour, Gloire et Beauté : Macy Alexander Forrester (Bobbie Eakes) (1047 épisodes)
- 1994-1995 : New York Police Blues : Dana Abandando (Debra Messing) (saison 2)
- 1995-1996 : Murder One : Cheryl Dreyfuss (Kathleen York) (saison 1)
- 1995-1998 : Beverly Hills 90210 : Samantha Sanders (Christine Belford) (2e voix, saisons 6 à 9)
- 1996-1998 : Poltergeist : Les Aventuriers du surnaturel : Dr Frances Carlton (Kim Restell) (7 épisodes)
- 1996-2001 : Xena, la guerrière : Atropos (Elizabeth Pendergrast) (7 épisodes)
- 1997-2004 : JAG : Mme Porter Webbs (Claudette Nevins (en)) (6 épisodes)
- 1997-2011 : Inspecteur Barnaby : Joyce Barnaby (Jane Wymark) (81 épisodes)
- 1999-2002 : Roswell : Diane Evans (Mary Ellen Trainor) (23 épisodes)
- 2000-2002 : New York, police judiciaire : Nora Lewin (Dianne Wiest) (48 épisodes)
- 2003 : Frasier : Julia Cox (Felicity Huffman) (8 épisodes)
- 2003-2006 : Dead Zone : Dr Janet Gibson (Suleka Mathew) (6 épisodes)
- 2004 : New York, unité spéciale : la juge Mary Clark (Marlo Thomas) (saison 5)
- 2007-2010 : Le Rêve de Diana : Friederike Gräfin von Altenburg (Annelinde Gerstl (de)) (6 épisodes)
- 2014-2015 : Mistresses : Eleanor, la mère de Scott (Lee Garlington) (4 épisodes)
- 2015 : First Murder : Jamie Nelson (Laila Robins) (saison 2)
- 2016-2017 : Chesapeake Shores : Dee Riley (Karen Kruper) (4 épisodes)
- 2016-2019 : The OA : Elizabeth « Betty » Broderick-Allen (Phyllis Smith) (12 épisodes)
- 2017 : Trial and Error : Mme Rhonda (Julie Hagerty) (saison 1)
- 2018 : Riverdale : Mme Wright (Penelope Ann Miller) (saison 3, épisode 1)
- 2018 : Collateral : Deborah Clifford (Saskia Reeves) (mini-série)
- 2019 : Pose : Eileen Ford (Trudie Styler) (saison 2)
- 2019-2022 : 9-1-1 : Beatrice Carter (Beverly Todd) (5 épisodes)
- 2020 : The Crown : Lady Ruth Fermoy (en) (Georgie Glen (en)) (saison 4)
- 2020-2021 : Zoey et son incroyable playlist : Maggie Clarke (Mary Steenburgen) (25 épisodes)
- depuis 2020 : La Chronique des Bridgerton : Mme Varley (Lorraine Ashbourne)
- 2021 : La Cuisinière de Castamar : Carmen (Roser Pujol (es))
- 2021-2022 : Chucky : Dr Amanda Mixter (Rosemary Dunsmore) (7 épisodes)
- 2021-2023 : Manifest : la directrice Zimmer (Patricia Mauceri (en)) (8 épisodes)
- 2022 : Bosch: Legacy : Ida Porter (Kate Burton) (saison 1)
- 2022 : Uncoupled : Lisa Lawson (Stephanie Faracy (en))
- 2022 : The Fabulous (en) : ? ( ? )
- 2022 : This England : Charlotte Johnson Wall (Anna Calder-Marshall (en)) (mini-série)
- 2022-2023 : The Glory : la mère de Tae-uk (Shin Yeon-suk)
- 2023 : The Woman in the Wall (en) : Deirdre (Anne Kent)

#### Séries d'animation
- 1990-1996 : Capitaine Planète : Dr Blight
- 1992 : Conan l'Aventurier : la comtesse Lucinda (épisode 11), Torrana (épisode 12)
- 2009-2015 : Dragon Ball Z Kai : Krilin
- 2015-2018 : Dragon Ball Super : Krilin

## Adaptation
Séries télévisées
- Buffy contre les vampires[4]
- Gilmore Girls

Série d'animation
- Rocket Power[5]

## Voix off
Télévision
- de 1989 à 1991 : voix d'Antenne 2

Documentaire
- 2004 : Star Wars : L'Empire des rêves : elle-même (Carrie Fisher)